# 姜君辰
姜君辰（1904年—1985年），原名姜甲生，字君辰，曾用名姜解生、方生、张载华，男，江苏江阴人，中国经济学家，曾任中国财政学会理事。